# Ernestine Wirth
Marie-Ernestine Wirth (Seltz, 31 décembre 1852 - Nogent-sur-Marne, 6 avril 1890,) est une institutrice et directrice de collège française, auteure d'ouvrages populaires sur l'éducation des jeunes filles de bonne famille.
Elle était directrice du collège de jeunes filles de La Fère. Outre un livre de lectures et deux ouvrages d'économie domestique, dont La Future ménagère, qui connut de très nombreuses éditions entre 1882 et 1915, elle fit paraître en 1886-1888 un journal hebdomadaire, L'Institutrice, qui eut 52 numéros. Son nom d'auteur est Ernestine Wirth.

## Publications
Ouvrages
- Le Livre de lecture courante des jeunes filles chrétiennes. Première partie : Lectures de la division élémentaire, Hachette, 1870
- Le Livre de lecture courante des jeunes filles chrétiennes. Deuxième partie : Lectures de la division supérieure des écoles de filles et des pensionnats de demoiselles, Hachette, 1872
- La Future ménagère, lectures et leçons sur l'économie domestique, la science du ménage, l'hygiène, les qualités et les connaissances nécessaires à une maîtresse de maison, à l'usage des écoles et des pensionnats de demoiselles, Hachette, 1882 Texte en ligne
- Premières leçons d'économie domestique, tenue du ménage, de la ferme, du jardin et de la basse-cour, cuisine, hygiène, travaux à l'aiguille, coupe et confection, à l'usage des écoles et des pensionnats de demoiselles, avec Mme E. Bret, Hachette, 1888 Texte en ligne

Journal
- L'Institutrice, journal hebdomadaire d'instruction, d'éducation et de récréation pour les institutrices, les mères de famille, les directrices de pensionnats, Lyon, n° 1, 1er octobre 1886 – n° 52, 25 septembre 1888